# Lista de presidentes da Tunísia
Esta é a lista de presidentes da Tunísia desde a independência, em 1957.

## Presidentes da República Tunisina (1957-presente)
| № | Presidente                           | Retrato | Mandato                | Mandato                         | Partido                                 | Eleição                  |
| - | ------------------------------------ | ------- | ---------------------- | ------------------------------- | --------------------------------------- | ------------------------ |
| 1 | Habib Bourguiba (1903-2000)          |         | 25 de julho de 1957    | 7 de novembro de 1987 (Deposto) | Neo Destour (1957-1959) SDP (1959-1987) | 1959 1964 1969 1974      |
| 2 | Zine El Abidine Ben Ali (1936-2019)  |         | 7 de novembro de 1987  | 14 de janeiro de 2011 (Deposto) | SPS (1987-1989) DCR (1989-2009)         | 1989 1994 1999 2004 2009 |
| 3 | Fouad Mebazaa (Interino) (n.1933)    |         | 14 de janeiro de 2011  | 13 de dezembro de 2011          | DCR                                     |                          |
| 4 | Moncef Marzouki (n.1945)             |         | 13 de dezembro de 2011 | 31 de dezembro de 2014          | CPR                                     | 2011                     |
| 5 | Beji Caid Essebsi (1926-2019)        |         | 31 de dezembro de 2014 | 25 de julho de 2019             | Nadiaa Tounes                           | 2014                     |
| 6 | Mohamed Ennaceur (Interino) (n.1934) |         | 25 de julho de 2019    | 23 de outubro de 2019           | Nadiaa Tounes                           |                          |
| 7 | Kaïs Saïed (n.1958)                  |         | 23 de outubro de 2019  | presente                        | Nenhum (Independente)                   | 2019 2024                |